# Похівка (річка)
По́хівка — річка в Україні, у Івано-Франківському районі Івано-Франківської області. Ліва притока Горохолини (басейн Дністра).

## Опис
Довжина річки становить 16 км. Площа басейну 28,6 км². Похил річки 4,5 м/км.

## Розташування
Похівка бере початок на Горохолинських полях (347 м), у північній частині села Горохолина. Незабаром переходить на територію села Похівка, від якої й отримує свою назву, і тече на північний схід через села Похівка, Іваниківка і Радча; наприкінці, на межі території села Чукалівка, впадає до річки Горохолина з лівого берега. Лівою притокою є річка Млака.